# Sangsari
Sangsari (persisch:سنگسری) ist eine lebende iranische Sprache, die im Elbursgebirge in den iranischen Provinzen Semnan und Teheran gesprochen wird (vor allem in Sangsar). Sangsari ist ein Dialekt von Semnani und ist mit nah mit Sorkhei verwandt.    

## Klassifikation
Während Ethnologue Sangsari als ein Dialekt von Semnani sieht, ordnet Glottolog Sangsari als Komisenische Sprache ein. Es wird oft fälschlicherweise gesagt, dass Sangsari ein persischer Dialekt ist, jedoch haben die Sprachen nicht dieselbe direkte Abstammung.

## Phonologie
Es gibt mehr Vokale als im Persischen: a, a:, e, e:, i, o, ö, u, u:, die Konsonanten sind gleiche wie in anderen Sprachen, die die persische Schrift verwenden. 